# Walther Awe
Walther Awe (* 9. August 1900 in Anklam; † 15. März 1968 in Braunschweig) war ein deutscher Pharmazeut und Hochschullehrer. Er war Direktor des Instituts für Pharmazeutische Technologie an der Technischen Hochschule Braunschweig.

## Leben
Awe studierte seit 1918 Chemie an der Universität Greifswald. Während der Studienzeit wurde er zum Wehrdienst einberufen, nach dessen Ende er zur Pharmazie wechselte. Von 1919 bis 1922 war er als Praktikant an Apotheken in Anklam und Berga/Elster, dann als Vorexaminierter in Greiz tätig. Er studierte seit 1922 Pharmazie und Chemie an der Universität Göttingen, wo er 1925 sein Zweites Chemisches Verbandsexamen ablegte und anschließend als Assistent arbeitete. Während seines Studiums wurde er Mitglied des „Studenten-Gesangvereins der Georgia Augusta“ (heute StMV Blaue Sänger Göttingen). Der Apotheker und Diplom-Chemiker Awe wurde im Februar 1928 zum Dr. phil. promoviert.  Zu seinen akademischen Lehrern zählen Adolf Windaus, Gustav Tammann und insbesondere Karl Feist. Awe war bis zur Schließung des pharmazeutischen Instituts 1938 in Göttingen tätig, wo er seine Habilitation vorbereitete. Im Oktober 1938 wurde er unter Kurt Bodendorf (1898–1976) Oberassistent am pharmazeutischen Institut der Universität Breslau. Awe habilitierte sich im Juni 1939 an der Universität Göttingen.
Nach dem Ende des Zweiten Weltkriegs ging Awe nach Goslar, wo er kurze Zeit als Industriechemiker arbeitete. Im November 1945 erhielt er unter Friedrich von Bruchhausen eine Oberassistentenstelle am Institut für Pharmazie und Lebensmittelchemie der Technischen Hochschule Braunschweig. Er wurde 1948 zum außerplanmäßigen Professor ernannt. Im Jahre 1950 wurde er ordentlicher Professor und Direktor des Instituts für Angewandte Pharmazie, welches im selben Jahr in Institut für Pharmazeutische Technologie umbenannt wurde. Awes Forschungstätigkeit umfasste Fragestellungen der Alkaloid-Chemie (Berberin-Alkaloide, Inhaltsstoffe des Klatschmohns) und der pharmazeutischen Analytik. Er war Mitherausgeber des Archivs der Pharmazie und des Lehrbuchs der Chemie für Pharmazeuten, Lebensmittel-Chemiker, Mediziner und Biologen. Er hatte seit 1959 den Vorsitz der Landesgruppe Niedersachsen der Deutschen Pharmazeutischen Gesellschaft inne.

## Schriften (Auswahl)
- Als Mitherausgeber: Lehrbuch der Chemie für Pharmazeuten, Lebensmittel-Chemiker, Mediziner und Biologen. Lfg. 1–6, 10., vollständ. umgearb. u. erw. Aufl., Stuttgart, 1952–64, OCLC 720119540.
- Zur Kenntnis der Alkaloide der Columbowurzel und des Berberins. (= Dissertationsschrift). Göttingen 1931, OCLC 43940419.
- Beiträge zur Kenntnis der Inhaltsstoffe des Klatschmohns (Papaver Rhoeas) und einiger Alkaloide der Isochinolingruppe. (= Habilitationsschrift). Nischkowsky, Breslau 1939, OCLC 250204246.